# Tmarus punctatissimus
Tmarus punctatissimus là một loài nhện trong họ Thomisidae.
Loài này thuộc chi Tmarus. Tmarus punctatissimus được Eugène Simon miêu tả năm 1870.